# Schöder
Schöder ist eine Gemeinde mit 883 Einwohnern (Stand 1. Jänner 2024) im Gerichtsbezirk bzw. Bezirk Murau in der Steiermark, Österreich.

## Geografie
Die Gemeinde Schöder liegt am Fuße des Sölkpasses, der eine Verkehrsverbindung über die Niederen Tauern vom Murtal ins Ennstal herstellt.

### Gemeindegliederung
Das Gemeindegebiet umfasst folgende drei Ortschaften und gleichnamigen Katastralgemeinden (in Klammern Einwohnerzahl Stand 1. Jänner 2024):
- Baierdorf (265 Ew., 1.695,27 ha)
- Schöder (408 Ew., 573,42 ha)
- Schöderberg (210 Ew., 5.216,17 ha)

### Nachbargemeinden
|        | Sölk (GB)                                   |                          |
| Krakau | Kompassrose, die auf Nachbargemeinden zeigt | St. Peter am Kammersberg |
|        | Ranten                                      |                          |

## Geschichte
Das Katschtal und der Sölkpass waren bereits vor 6000 Jahren ein Übergang über die Niederen Tauern.
Der Name Schöder taucht erstmals 1181 als Seder in einer Urkunde auf. Ab 1313 wird die Gemeinde als Scheder bezeichnet, was auf einen vorslawischen Ursprung hindeutet.
Die politische Gemeinde Schöder wurde 1849/50 errichtet.

## Kultur und Sehenswürdigkeiten

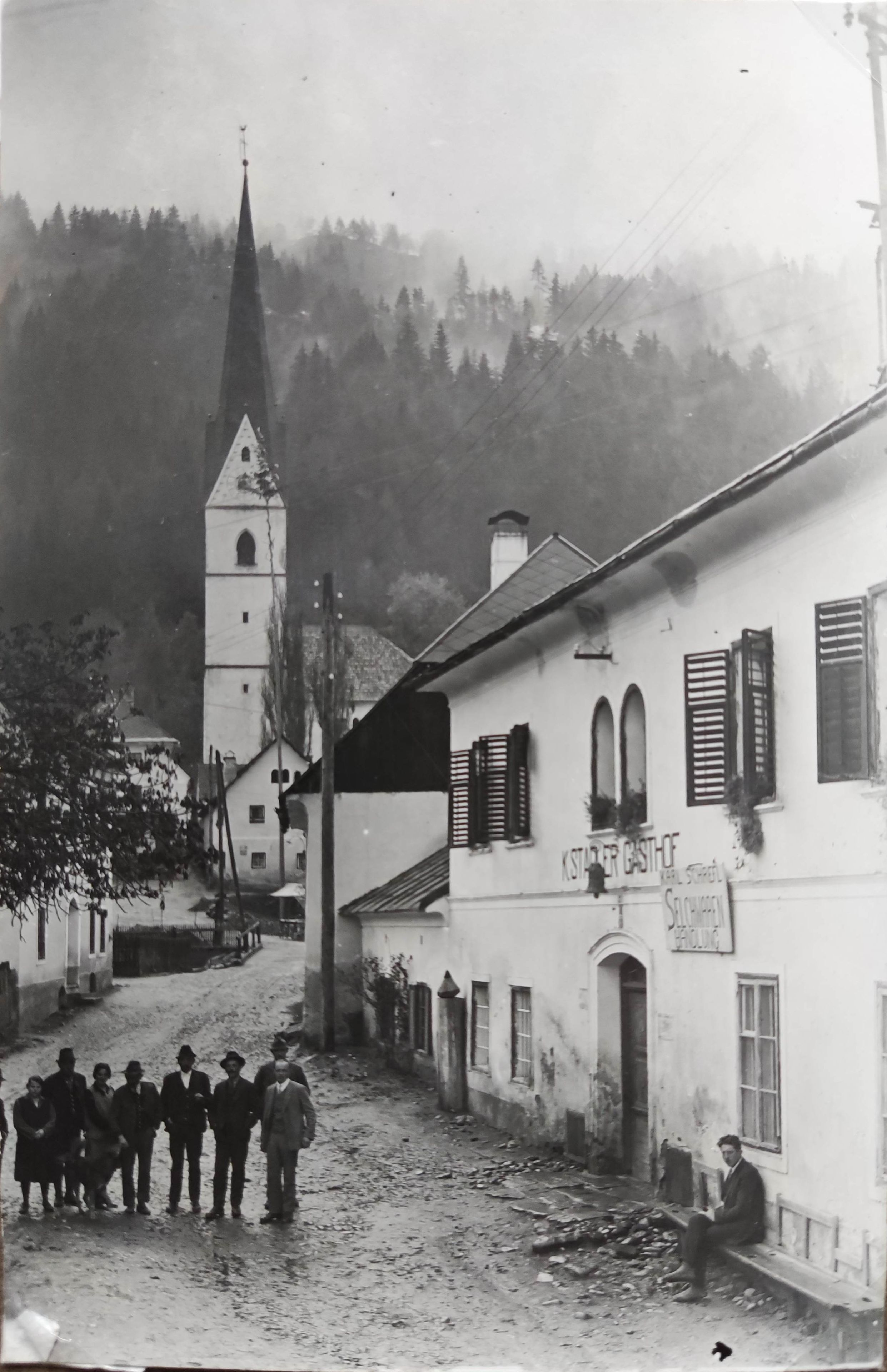
Ortsansicht im Jahr 1929

- Katholische Pfarrkirche Schöder Mariä Geburt: Bei einer aufwendigen Restaurierung in den 1960er Jahren wurden schöne mittelalterliche Fresken freigelegt. Die Wallfahrtskirche Maria Schöder wurde im 12. Jahrhundert erbaut und brannte schon einmal fast zur Gänze nieder. Der Friedhof wurde im Zuge der Restaurierung an den Ortsanfang verlegt, geblieben ist der an der Kirchhofmauer angebaute Karner, geweiht der hl. Anna. Der Ruf als Wallfahrtskirche geht auf ein Pestgelübte der Einwohner von Oberzeiring (Bezirk Murtal) zurück. Diese Wallfahrt wird jedes Jahr am 1. Mai durchgeführt, die Wallfahrer gehen die über 40 km zu Fuss in der Nacht, sodass sie zu Beginn der Messe in Schöder sind. Ebenfalls aus dieser Wallfahrt entstand der Brauch des „Schöderer/Zeiringer Vögel“: Der Legende nach sollen die Pilger zu Pestzeiten in Schöder die Vögel eingefangen haben, um sie mit nach Hause zu nehmen, wo nach der Pest alles Leben verschwunden war. Um das in den folgenden Jahren zu verhindern, haben die Einwohner von Schöder den Pilgern Gebäck in Form von Vögeln mitgegeben (Gebildbrot). Die Geschichten rund um die Pest im Pölstal und Freital, Bezirk Murtal (Judenburg) und der daraus entstehenden Wallfahrt, hat der Schriftsteller und Pfarrer Fridolin von Freytal im Buch „Das Hochgericht im Birkachwald“ niedergeschrieben.[5]

„Dem Volksschriftsteller Fridolin von Freythall Geistl. Rat, Dechant und Pfarrer von Schöder 1877 – 1898 geboren zu Pusterwald am 12.7.1832, gestorben zu Schöder 12.2.1903 zum 30. Todestag von seinen Verehrern am 26.2.1933 gewidmet.“

- Wehranlage Baierdorf: Der so genannte Baierdorfer Wehrturm wurde im 11. Jahrhundert unter Erzbischof Gebhart erbaut. Die Wehranlage wurde im Zuge des Aufstandes des steirischen Adels im Landsberger Bund gegen Herzog Albrecht I. im Jahr 1292 belagert, zerstört und 1296 wieder aufgebaut.[6] Der Wehrturm ist 29 m hoch und birgt sechs Stockwerke. Im sechsten Geschoß wohnten bis zum Jahr 1641 die Turmwächter von Baierdorf. Der Turm diente vor allem als Kornspeicher für das Getreide das vom Salzburger Erzbischof als Zehnt eingehoben wurde. Dieser zehnte Teil der Ernte war die Steuer der Bauern an das Erzbistum. Das Fresko des Hl. Christopherus wurde im 16. Jahrhundert aufgemalt und ist das zweitälteste und flächengrößte Fresko der Steiermark.

### Natur
- Günstner Wasserfall, der höchste Wasserfall der Steiermark.

### Regelmäßige Veranstaltungen
- Beispiele sind das Osterkränzchen, der Sportlerball, das Vereinefußballturnier, der Verkehrtenball und der Feuerwehrball.
- Im Zweijahresrhythmus wird die Tradition des Faschingrennens gepflegt. Dabei laufen am Faschingsmontag, angeführt vom Wegauskehrer, die Schell- und die Glockfasching, gefolgt von den Fettln (Darstellungen von verschiedenen Charakteren) von Haus zu Haus durch das gesamte Gemeindegebiet. Den krönenden Abschluss bildet am Faschingsdienstag die Faschinghochzeit am Dorfplatz.
- Bekannt ist der mehr als 100-mal durchgeführte Schöderer Pferdemarkt. Bei dem jährlich im August stattfindenden Markt werden über 100 Haflinger, Noriker und Ponys vorgestellt oder zum Verkauf angeboten. Dadurch kommen tausende Pferdeliebhaber und Kaufinteressierte in das Katschtal.

### Sport
- Turn- und Sportunion Schöder: Der TuS Schöder ist der größte Sportverein in der Gemeinde Schöder und gliedert sich in mehrere Sektionen. Die Schwerpunkte liegen im Winter bei Ski alpin und im Sommer bei Fußball. Die Kampfmannschaft des TuS Schöder spielt aktuell in der Gebietsliga Mur.
- TC Schöder: Als zweiten Sportverein gibt es den Tennisclub Schöder, der auf seiner Anlage regelmäßig Sportveranstaltungen abhält.

## Wirtschaft und Infrastruktur
In der Gemeinde Schöder gibt es kaum industrielle Betriebe. Darum sind auch Arbeitsplätze rar. Außer Arzt mit Hausapotheke gibt es ein Gemischtwarengeschäft mit Imbissstube, zwei Gasthäuser, eine Pizzeria, eine Bäckerei mit Cafe, sowie einige weitere Gewerbetreibende.
Im Jahr 2010 gab es 76 land- und forstwirtschaftliche Betriebe, davon 30 im Haupterwerb. Diese bewirtschafteten 60 Prozent der Flächen. Im Produktionssektor waren in sieben Betrieben achtzehn Menschen beschäftigt, dreizehn davon im Bau. Der Dienstleistungssektor gab in 25 Betrieben 67 Menschen Arbeit (Stand 2011).

### Verkehr
Öffentliche Verkehrsanbindung ist nur geringfügig durch Busse der Steiermarkbahnen gegeben, die vor allem zum Schülertransport genutzt werden.

### Sicherheit
- In Schöder befindet sich eine Polizeiinspektion.
- Die Freiwillige Feuerwehr Schöder sorgt für den abwehrenden Brandschutz und die allgemeine Hilfe insbesondere im Gemeindegebiet. Sie pflegt seit dem Jahr 1972 partnerschaftliche Beziehungen zur deutschen Feuerwehr Oberweyer.

### Vereine
Kennzeichnend für das Dorf sind seine vielen Vereine. So zählt die Gemeinde folgende Vereine:
- Stammtisch FC – Neuwirt
- Landjugend Schöder
- Musikverein „Edelweiß“ Schöder
- Chorgemeinschaft (Verein)
- Die Freiwillige Feuerwehr Schöder pflegt seit dem Jahr 1972 partnerschaftliche Beziehungen zur deutschen Freiwilligen Feuerwehr Oberweyer.
- SC Schöderberg
- Pferdezuchtgenossenschaft Murau-Oberwölz, Sitz Schöder
- Reitergruppe Schöder
- Hutclub
- Junggesellenverein
- Modellflugverein Schöder-Ranten
- ÖKB OV Schöder seit 1908

## Politik
Der Gemeinderat hat 9 Mitglieder.
- Mit den Gemeinderatswahlen in der Steiermark 2000 hatte der Gemeinderat folgende Verteilung:
- Mit den Gemeinderatswahlen in der Steiermark 2005 hatte der Gemeinderat folgende Verteilung: 8 Schöder aktiv 2000, 5 ÖVP und 2 SPÖ.[11] (15 Mitglieder)
- Mit den Gemeinderatswahlen in der Steiermark 2010 hatte der Gemeinderat folgende Verteilung: 9 Schöder 2000 Alois Gruber, 2 ÖVP, 2 SPÖ und 2 Buntstift für Schöder.[12]
- Mit den Gemeinderatswahlen in der Steiermark 2015 hatte der Gemeinderat folgende Verteilung: 5 ÖVP, 2 SPÖ und 2 Buntstift für Schöder.[13]
- Mit den Gemeinderatswahlen in der Steiermark 2020 hat der Gemeinderat folgende Verteilung: 5 ÖVP, 3 Buntstift für Schöder und 1 SPÖ.[14]

### Bürgermeister
- bis 2015 Alois Gruber (Schöder aktiv 2000)
- 2015–2024 Rudolf Mürzl (ÖVP)
- seit 2024 Klaus Kollau

## Persönlichkeiten

### Söhne und Töchter der Gemeinde
- Otto Ponholzer (* 2. Februar 1908 in Baierdorf; † 1. Jänner 1991[15]), Architekt, Bürgermeister-Stellvertreter (1953–1956) und Stadtrat (1949–1953) der Stadt Salzburg
- Ina Duscha (* 10. Dezember 1935), Schauspielerin
- Manfred Wolff-Plottegg (* 16. Juli 1946), Architekt und Designer
- Willi Pürstl (* 10. Jänner 1955), Skispringer, Sieger der 23. Vierschanzentournee (1974/75), danach Trainer von Skisprungnationalteams, wie z. B.: Spanien und Kanada, 1988 wanderte er nach Kanada aus
- Klement Tockner (* 1. November 1962), Biologe, Gewässerökologe und Hochschullehrer
- Norbert Leitner (* 1963), Jurist, Gendarmerie-Offizier, Direktor der Sicherheitsakademie

## Filme
- Schöder war in den 1980er Jahren Schauplatz der ORF-Serie Die Leute von St. Benedikt und des Spielfilms „Jakob, der Letzte“.